# Inside (datorspel)
Inside (stiliserat som INSIDE) är ett pussel-plattformsspel och äventyrsspel utvecklat och utgivet av den självständiga spelstudion Playdead. I spelet ska spelaren styra en ung pojke från ett sidscrollande 2.5D-läge i ett monokromatiskt landskap, lösa pussel och samtidigt undvika döden, i en spelvärld som tematiskt och visuellt efterliknar studions tidigare spel Limbo.
Playdead började arbeta på Inside strax efter utgivningen av Limbo. Företaget använde inledningsvis en anpassad spelmotor för Limbo, men använde Unity för att förenkla utvecklingen, med delfinansiering från danska filminstitutet. Det visades upp på Microsofts konferens på E3 2014, och var ursprungligen utvecklat till plattformar såsom OS X, Xbox 360 och Playstation 3. Spelet blev försenat från utgivning 2015 till mitten av 2016 och skulle släppas till Xbox One och Microsoft Windows. En demo släpptes vid Microsofts evenemang i PAX Prime i augusti 2015 och visades upp på Xbox konferens på E3 2016.
Inside släpptes till Xbox One den 29 juni 2016, den 7 juli till Microsoft Windows och den 23 augusti till Playstation 4. Spelet fick ett varmt mottagande av recensenter, där vissa betraktade det som en värdig uppföljare till Limbo.
Tidskriften Gamereactor utsåg Inside till årets bästa spel 2016.